# Holte IF Volleyball 2016-2017 (femminile)
Questa voce raccoglie le informazioni riguardanti l'Holte IF Volleyball nelle competizioni ufficiali della stagione 2016-2017.

## Organigramma societario
Area direttiva
- Presidente: Adnan Özarı

Area tecnica
- Allenatore: Sven Lauridsen
- Allenatore in seconda: Simon Danielsen, Tove Melson

## Rosa
| N° | Nome              | Ruolo | Data di nascita   | Nazionalità sportiva |
| -- | ----------------- | ----- | ----------------- | -------------------- |
| 1  | Taylor Brisebois  | C     | 18 giugno 1993    | Canada               |
| 2  | Kailin Jones      | L     | 27 dicembre 1992  | Canada               |
| 3  | Kayla Neto        | S     | 14 dicembre 1990  | Stati Uniti          |
| 4  | Marie Bonnesen    | P     | 14 ottobre 1996   | Danimarca            |
| 5  | Amalie Owie       | S     | 4 luglio 1997     | Danimarca            |
| 6  | Caitlin Nyhus     | P     | 6 aprile 1988     | Canada               |
| 7  | Ida Blomberg      | S     | 16 luglio 2000    | Danimarca            |
| 8  | Nora Møllgaard    | S     | 11 febbraio 1997  | Danimarca            |
| 9  | Natalie Buck      | S     | 18 dicembre 1991  | Canada               |
| 10 | Julie Mikaelsen   | S/O   | 20 marzo 1990     | Norvegia             |
| 12 | Nikoline Mogensen | P     | 13 marzo 1996     | Danimarca            |
| 13 | Anneka Hastings   | C     | 25 settembre 1985 | Scozia               |
| 15 | Maia Stripp       | C     | 14 aprile 1998    | Danimarca            |
| 18 | Juliane Daugaard  | C     | 8 ottobre 1992    | Danimarca            |